# Mistrovství světa v atletice 2019
17. mistrovství světa v atletice se konalo od 28. září do 6. října 2019 v katarské Dauhá na Chalífově mezinárodním stadionu. Nejúspěšnější zemí byly Spojené státy americké s 14 zlatými, 11 stříbrnými a 4 bronzovými medailemi, Češi nezískali žádnou medaili.
Šampionátu se zúčastnilo 1 772 sportovců ze 206 zemí. Mezinárodní asociace atletických federací nepozvala Rusko kvůli skandálu s organizovaným užíváním dopingu. Dvacet devět ruských atletů, kteří prokázali neúčast na dopingovém programu, smělo startovat individuálně, bez státních symbolů a pod názvem Autorizovaní neutrální atleti (Authorised Neutral Athletes, ANA).
Oficiálním maskotem byl sokol Falah.

## Volba pořadatele
Na pořádání tohoto světového šampionátu aspirovala tři města, a to Dauhá, Barcelona a Eugene. Město Dauhá se už před tím ucházelo o Mistrovství světa v atletice 2017, ale hostitelem byl vybrán Londýn.
| Výsledky hlasovaní | Výsledky hlasovaní | Výsledky hlasovaní |
| Země               | Hlasů              | Hlasů              |
| Země               | 1. kolo            | 2. kolo            |
| ------------------ | ------------------ | ------------------ |
| Dauhá              | 12                 | 15                 |
| Eugene             | 9                  | 12                 |
| Barcelona          | 6                  |                    |

Během kongresu IAAF v Monaku byla 18. listopadu 2014 po hlasování oznámena Dauhá jako hostitel šampionátu. 
Prezident Královské španělské atletické federace uvedl, že mistrovství získala nejhorší nabídka a „jediné, co tam mají, jsou peníze“.
Dne 18. listopadu 2016 bylo po vyšetřování společnosti Le Monde zveřejněno, že tento výběr byl podle amerických daňových úřadů koupen platbami 3,5 milionu dolarů vyplácenými v říjnu a listopadu 2011 synovi tehdejšího prezidenta IAAF Lamine Diacka. V březnu 2019 byli francouzským soudcem v rámci tohoto případu obžalováni z korupce generální ředitel BeIn Sports Yousef Al-Obaidly a bývalý prezident IAAF Lamine Diack.

## Místo konání
Termín mistrovství, které se běžně koná v srpnu, byl z důvodu extrémních teplot v Dauhá stanoven až na přelom září a října. I když byl stadion klimatizován a teplota neměla přesáhnout 26 stupňů, velká část programu probíhala v pozdních večerních hodinách. Kvůli velkým vedrům, která zde touto dobou panují, odstartovaly maraton i chodecké závody až ve 23:30 místního času. Novinkou byla smíšená štafeta mužů a žen na 4 × 400 metrů. Poprvé také mužský desetiboj i ženský sedmiboj probíhaly současně.

## Česká účast
Český atletický svaz 12. září 2019 nominoval celkem 23 atletek a atletů. Následně díky pozvánce od IAAF byla nominace rozšířena o dvě místa. Na světovém šampionátu si zazávodí také běžkyně Diana Mezuliáníková a diskařka Eliška Staňková.
Čeští reprezentanti nezískali žádnou medaili (poprvé od roku 1993), nejlepším umístěním byla pátá místa Hejnové v běhu na 400 metrů překážek a Vadlejcha v oštěpu.

## Medailisté

### Muži
| Soutěž        | Zlato | Stříbro                                                                       | Bronz                                                                                 |
| ------------- | --- | ----------------------------------------------------------------------------- | ------------------------------------------------------------------------------------- |
| 100 m         | Christian Coleman 9,76                                                                                      | Justin Gatlin 9,89                                                            | Andre De Grasse 9,90                                                                  |
| 200 m         | Noah Lyles 19,83                                                                                            | Andre De Grasse 19,95                                                         | Álex Quiñónez 19,98                                                                   |
| 400 m         | Steven Gardiner 43,48                                                                                       | Anthony Zambrano 44,15                                                        | Fred Kerley 44,17                                                                     |
| 800 m         | Donavan Brazier 1:42,34                                                                                     | Amel Tuka 1:43,47                                                             | Ferguson Cheruiyot Rotich 1:43,82                                                     |
| 1500 m        | Timothy Cheruiyot 3:29,26                                                                                   | Taoufik Makhloufi 3:31,38                                                     | Marcin Lewandowski 3:31,46                                                            |
| 5000 m        | Muktar Edris 12:58,85                                                                                       | Selemon Barega 12:59,70                                                       | Mohamed Ahmed 12:59,70                                                                |
| 10 000 m      | Joshua Cheptegei 26:48,36                                                                                   | Yomif Kejelcha 26:49,34                                                       | Rhonex Kipruto 26:50,32                                                               |
| Maraton       | Lelisa Desisa 2:10,40                                                                                       | Mosinet Geremew 2:10,44                                                       | Amos Kipruto 2:10,51                                                                  |
| 110 m př.     | Grant Holloway 13,10                                                                                        | Sergej Šubenkov 13,15                                                         | Pascal Martinot-Lagarde 13,18 Orlando Ortega 13,30                                    |
| 400 m př.     | Karsten Warholm 47,42                                                                                       | Rai Benjamin 47,66                                                            | Abderrahman Samba 48,03                                                               |
| 3000 m př.    | Conseslus Kipruto 8:01,35                                                                                   | Lamecha Girma 8:01,36                                                         | Soufiane El Bakkali 8:03,76                                                           |
| 4 × 100 m     | 37,10 Christian Coleman Justin Gatlin Michael Rodgers Noah Lyles Cravon Gillespie*                          | 37,36 Adam Gemili Zharnel Hughes Richard Kilty Nethaneel Mitchell-Blake       | 37,43 Shuhei Tada Kirara Shiraishi Yoshihide Kiryū Abdul Hakim Sani Brown Yuki Koike* |
| 4 × 400 m     | 2:56,69 Fred Kerley Michael Cherry Wil London Rai Benjamin Tyrell Richard* Vernon Norwood* Nathan Strother* | 2:57,90 Akeem Bloomfield Nathon Allen Terry Thomas Demish Gaye Javon Francis* | 2:58,78 Jonathan Sacoor Robin Vanderbemden Dylan Borlée Kévin Borlée Julien Watrin*   |
| 20 km chůze   | Tošikazu Jamaniši 1:26,34                                                                                   | Vasiliy Mizinov 1:26,49                                                       | Perseus Karlström 1:27,00                                                             |
| 50 km chůze   | Júsuke Suzuki 4.04,20                                                                                       | João Vieira 4.04,59                                                           | Evan Dunfee 4.05,02                                                                   |
| Skok do výšky | Mutaz Essa Baršim 237 cm                                                                                    | Michail Akimenko 235 cm                                                       | Ilja Ivaňuk 235 cm                                                                    |
| Skok o tyči   | Sam Kendricks 5,97 m                                                                                        | Armand Duplantis 5,97 m                                                       | Piotr Lisek 5,87 m                                                                    |
| Skok daleký   | Tajay Gayle 869 cm                                                                                          | Jeff Henderson 839 cm                                                         | Juan Miguel Echevarría 834 cm                                                         |
| Trojskok      | Christian Taylor 17,92 m                                                                                    | Will Claye 17,74 m                                                            | Hugues Fabrice Zango 17,66 m                                                          |
| Vrh koulí     | Joe Kovacs 22,91 m                                                                                          | Ryan Crouser 22,90 m                                                          | Tomas Walsh 22,90 m                                                                   |
| Hod diskem    | Daniel Ståhl 67,59                                                                                          | Fedrick Dacres 66,94                                                          | Lukas Weißhaidinger 66,82                                                             |
| Hod kladivem  | Paweł Fajdek 80,50 m                                                                                        | Quentin Bigot 78,19 m                                                         | Bence Halász 78,18 m Wojciech Nowicki 77,69 m                                         |
| Hod oštěpem   | Anderson Peters 86,89 m                                                                                     | Magnus Kirt 86,21 m                                                           | Johannes Vetter 85,37 m                                                               |
| Desetiboj     | Niklas Kaul 8691 bodů                                                                                       | Maicel Uibo 8604 bodů                                                         | Damian Warner 8529 bodů                                                               |

* Označuje, že závodník závodil pouze v předběžných závodech a získal medaile.

### Ženy
| Soutěž        | Zlato | Stříbro | Bronz |
| ------------- | --- | --- | --- |
| 100 m         | Shelly-Ann Fraserová-Pryceová 10,71 | Dina Asherová-Smithová 10,83 | Marie-Josée Ta Lou 10,90                                                                                          |
| 200 m         | Dina Asherová-Smithová 21,88 | Brittany Brownová 22,22 | Mujinga Kambundjiová 22,51                                                                                        |
| 400 m         | Salvá Ajd Násirová 48,14 | Shaunae Millerová 48,37 | Shericka Jacksonová 49,47                                                                                         |
| 800 m         | Halimah Nakaayiová 1:58,04 | Raevyn Rogersová 1:58,18 | Ajeé Wilsonová 1:58,84                                                                                            |
| 1500 m        | Sifan Hassanová 3:51,95 | Faith Kipyegonová 3:54,22 | Gudaf Tsegayová 3:54,38                                                                                           |
| 5000 m        | Hellen Obiriová 14:26,72 | Margaret Chelimo Kipkemboi 14:27,49                                                                                                 | Konstanze Klosterhalfenová 14:28,43                                                                               |
| 10 000 m      | Sifan Hassanová 30:17,62 | Letesenbet Gideyová 30:21,23 | Agnes Tiropová 30:25,20                                                                                           |
| Maraton       | Ruth Chepngetichová 2:32,43 | Rose Chelimová 2:33,46 | Helalia Johannesová 2:34,15                                                                                       |
| 100 m př.     | Nia Aliová 12,34 | Kendra Harrisonová 12,46 | Danielle Williamsová 12,47                                                                                        |
| 400 m př.     | Dalilah Muhammadová 52,16 | Sydney McLaughlinová 52,23 | Rushell Claytonová 53,74                                                                                          |
| 3000 m př.    | Beatrice Chepkoechová 8:57,84 | Emma Coburnová 9:02,35 | Gesa Felicitas Krause 9:03,30                                                                                     |
| 4 × 100 m     | 41,44 Natalliah Whyteová Shelly-Ann Fraserová-Pryceová Jonielle Smithová Shericka Jacksonová Natasha Morrisonová*                                                | 41,85 Asha Philipová Dina Asherová-Smithová Ashleigh Nelsonová Daryll Neitaová Imani-Lara Lansiquotová*                             | 42,10 Dezerea Bryantová Teahna Danielsová Morolake Akinosunová Kiara Parkerová                                    |
| 4 × 400 m     | 3:18.92 Phyllis Francisová Sydney McLaughlinová Dalilah Muhammadová Wadeline Jonathasová Jessica Beardová* Allyson Felixová* Kendall Ellisová* Courtney Okolová* | 3:21.89 Iga Baumgart-Witanová Patrycja Wyciszkiewiczová Małgorzata Hołub-Kowaliková Justyna Świętyová-Erseticová Anna Kiełbasińska* | 3:22.37 Anastasia Le-Royová Tiffany Jamesová Stephenie Ann McPhersonová Shericka Jacksonová Roneisha McGregorová* |
| 20 km chůze   | Liou Chung 1:32,53 | Qieyang Shijie 1:33,10 | Yang Liujing 1:33,17                                                                                              |
| 50 km chůze   | Liang Žuej 4:23,26 | Li Maocuo 4:26,40 | Eleonora Anna Giorgi 4:29,13                                                                                      |
| Skok do výšky | Marija Lasickeneová 204 cm | Jaroslava Mahučichová 204 cm | Vashti Cunninghamová 200 cm                                                                                       |
| Skok o tyči   | Anželika Sidorovová 495 cm | Sandi Morrisová 490 cm | Katerina Stefanidiová 485 cm                                                                                      |
| Skok daleký   | Malaika Mihambo 7,30 m | Maryna Romančuková 6,92 m | Ese Brume 6,91 m                                                                                                  |
| Trojskok      | Yulimar Rojasová 15,37 m | Shanieka Rickettsová 14,92 m | Caterine Ibargüenová 14,73 m                                                                                      |
| Vrh koulí     | Kung Li-ťiao 19,55 m | Danniel Thomas-Doddová 19,47 m | Christina Schwanitzová 19,17 m                                                                                    |
| Hod diskem    | Yaime Pérezová 69,17 m | Denia Caballerová 68,44 m | Sandra Perkovićová 66,72 m                                                                                        |
| Hod kladivem  | DeAnna Priceová 77,54 | Joanna Fiodorow 76,35 | Wang Čeng 74,76                                                                                                   |
| Hod oštěpem   | Kelsey-Lee Barberová 66,56 m | Liu Shiying 65,88 m | Lü Chuej-chuej 65,49 m                                                                                            |
| Sedmiboj      | Katarina Johnsonová-Thompsonová 6981 bodů | Nafissatou Thiamová 6677 bodů | Verena Preinerová 6560 bodů                                                                                       |

### MIX
| Soutěž                    | Zlato | Stříbro                                                                                          | Bronz                                                                             |
| ------------------------- | --- | ------------------------------------------------------------------------------------------------ | --------------------------------------------------------------------------------- |
| Smíšená štafeta 4 × 400 m | USA 3:09,34 Allyson Felixová Courtney Okolová Michael Cherry Tyrell Richard Jessica Beardová Jasmine Blocker Obi Igbokwe | Jamajka 3:11,78 Nathon Allen Roneisha McGregorová Tiffany Jamesová Javon Francis Janieve Russell | Bahrajn 3:11,82 Musa Isah Aminat Jamalová Salvá Ajd Násirová Abbas Abubakar Abbas |

* Označuje, že závodník závodil pouze v předběžných závodech a získal medaile.

## Medailová bilance
| Pořadí            | Stát                | Zlatá medaile | Stříbrná medaile | Bronzová medaile | Celkem |
| 1.                | USA                 | 14            | 11               | 4                | 29     |
| 2.                | Keňa                | 5             | 2                | 4                | 11     |
| 3.                | Jamajka             | 3             | 5                | 4                | 12     |
| 4.                | Čína                | 3             | 3                | 3                | 9      |
| 1.                | Etiopie             | 2             | 5                | 1                | 8      |
| 6.                | Rusko               | 2             | 3                | 1                | 6      |
| 7.                | Spojené království  | 2             | 3                | 0                | 5      |
| 1.                | Německo             | 2             | 0                | 4                | 6      |
| 1.                | Japonsko            | 2             | 0                | 1                | 3      |
| 10.               | Uganda              | 2             | 0                | 0                | 2      |
|                   | Nizozemsko          | 2             | 0                | 0                | 2      |
| 12.               | Polsko              | 1             | 2                | 3                | 6      |
| 10.               | Švédsko             | 1             | 1                | 1                | 3      |
|                   | Kuba                | 1             | 1                | 1                | 3      |
|                   | Bahrajn             | 1             | 1                | 1                | 3      |
| 16.               | Bahamy              | 1             | 1                | 0                | 2      |
| 17.               | Katar               | 1             | 0                | 1                | 2      |
| 18.               | Norsko              | 1             | 0                | 0                | 1      |
|                   | Grenada             | 1             | 0                | 0                | 1      |
|                   | Venezuela           | 1             | 0                | 0                | 1      |
|                   | Austrálie           | 1             | 0                | 0                | 1      |
| 22.               | Estonsko            | 0             | 2                | 0                | 2      |
|                   | Ukrajina            | 0             | 2                | 0                | 2      |
| 24.               | Kanada              | 0             | 1                | 4                | 5      |
|                   | Kolumbie            | 0             | 1                | 1                | 2      |
|                   | Francie             | 0             | 1                | 1                | 2      |
|                   | Belgie              | 0             | 1                | 1                | 2      |
| 28.               | Bosna a Hercegovina | 0             | 1                | 0                | 1      |
|                   | Alžírsko            | 0             | 1                | 0                | 1      |
|                   | Portugalsko         | 0             | 1                | 0                | 1      |
| 31.               | Rakousko            | 0             | 0                | 2                | 2      |
| 32.               | Ekvádor             | 0             | 0                | 1                | 1      |
|                   | Španělsko           | 0             | 0                | 1                | 1      |
|                   | Maroko              | 0             | 0                | 1                | 1      |
|                   | Burkina Faso        | 0             | 0                | 1                | 1      |
|                   | Nový Zéland         | 0             | 0                | 1                | 1      |
|                   | Maďarsko            | 0             | 0                | 1                | 1      |
|                   | Pobřeží slonoviny   | 0             | 0                | 1                | 1      |
|                   | Švýcarsko           | 0             | 0                | 1                | 1      |
|                   | Namibie             | 0             | 0                | 1                | 1      |
|                   | Itálie              | 0             | 0                | 1                | 1      |
|                   | Řecko               | 0             | 0                | 1                | 1      |
|                   | Niger               | 0             | 0                | 1                | 1      |
|                   | Chorvatsko          | 0             | 0                | 1                | 1      |
| 44                | Celkem              | 49            | 49               | 51               | 149    |
| pořadatelská země |                     |               |                  |                  |        |